# Sasonichus sullivani
Genre
Espèce
Sasonichus sullivani, unique représentant du genre Sasonichus, est une espèce d'araignées mygalomorphes de la famille des Barychelidae.

## Distribution
Cette espèce est endémique du Kerala en Inde,.

## Description
Le mâle holotype mesure 12 mm.

## Publication originale
- Pocock, 1900 : The fauna of British India, including Ceylon and Burma. Arachnida. London, p. 1-279 (texte intégral).